# Introducing... Rubén González
Introducing... Rubén González es el segundo álbum de estudio del pianista cubano Rubén González. Fue grabado en los estudios de la EGREM en La Habana, Cuba, durante el mes de abril de 1996, como la última de las sesiones de las que también resultaron los discos A Toda Cuba le Gusta y Buena Vista Social Club. Fue publicado el 16 de septiembre de 1997, a través de World Circuit, convirtiéndose así en el debut internacional de González. El álbum alcanzó el número diecisiete en Billboard Top Latin Albums. En 2014 recibió una certificación de diamante de la Independent Music Companies Association, que indicaba ventas de al menos 200.000 copias en toda Europa.

## Grabación
Este álbum se hizo al final de la sesión de grabación de tres semanas de World Circuit en los estudios EGREM en La Habana que había comenzado en marzo de 1996. : 3 Todas las mañanas durante la grabación de A Toda Cuba le Gusta (producida por Juan de Marcos González), Rubén esperaba que se abrieran las puertas del estudio y corría hacia el piano y tocaba. Lo mismo ocurriría a lo largo de la grabación de Buena Vista Social Club (producida por Ry Cooder). : 3 Terminados estos dos discos, Rubén seguía al piano.
Era un piano tan hermoso y tenía que tocarlo. Eran todos mis amigos, así que fui y comencé a tocar un tumbao. Luego se me unió Cachaíto en el bajo, luego empezó a sonar el ritmo y estaba bien. Pero entonces alguien encendió las luces. Pensé que querían que me detuviera porque estaba interrumpiendo. Entonces vi a Nick levantar el pulgar y me pidieron que me quedara.
No solo le pidieron que se quedara, sino que lo invitaron a grabar su propio disco, a elegir su propio repertorio y a tocar todo el tiempo que quisiera. Prácticamente sin ensayos, la banda tocó esta colección de melodías clásicas cubanas, como una serie de 'descargas' (jam sessions cubanas). : 5 

## Listado de pistas
1. "La engañadora" (Enrique Jorrín) – 2:32
2. Cumbanchero (Rafael Hernández) – 4:35
3. "Tres lindas cubanas" (Guillermo Castillo) – 5:22
4. "Melodía del río" (Rubén González) – 4:42
5. "Mandinga" (Guillermo Rodríguez Fiffe) – 8:28
6. Siboney (Ernesto Lecuona) – 2:32
7. "Almendra" (Abelardo Valdés) – 9:52
8. "Tumbao" (Rubén González) – 5:11
9. "Como me siento yo" (Rubén González) – 2:40

## Créditos

### Músicos
- Rubén González – piano
- Orlando "Cachaíto" López – contrabajo
- Manuel "Guajiro" Mirabal – trompeta
- Manuel "Puntillita" Licea – voces
- Richard Egües – flauta
- Roberto García – congas, güiro, cencerro
- Carlos González – congas
- Carlos Puisseaux – güiro
- José Antonio "Maceo" Rodríguez – voces de fondo
- Alberto Valdés – maracas
- Amadito Valdés – timbales

### Producción
- Juan de Marcos González – arreglos, director, voces de fondo
- Nick Gold – productor
- Jerry Boys  – ingeniero, mezcla
- Duncan Cowell – masterización
- Lucy Durán – fotografía, entrevistadora
- Cristina Piza – fotografía
- Kathryn Samson – diseño de portada, diseño de la funda
- Nigel Williamson – notas

## Certificaciones y ventas
| Región                                                     | Certificación | Unidades certificadas / ventas |
| ---------------------------------------------------------- | ------------- | ------------------------------ |
| Reino Unido (BPI)                                          | Plata         | 60,000^                        |
| Estados Unidos                                             | —             | 228,000                        |
| ^ Cifras de envíos basadas únicamente en la certificación. |               |                                |